# Stefani Morgan
Pour les articles homonymes, voir Morgan.
Stefani Morgan est une actrice américaine de films pornographiques née le 31 octobre 1985 à Riverside.

## Biographie
Elle commence comme mannequin à 17 ans et rencontre Joe Francis dans un night-club qui lui présente le directeur de Vivid Steven Hirsch.
En 2007, elle joue dans "Debbie Does Dallas ... Again" avec Monique Alexander, Savanna Samson, Hillary Scott.

## Récompenses
- 2007 : AVN Best New Starlet Award (nommée)
- 2008 : AVN Best All-Girl Sex Scene, Film pour Sex & Violins
- 2008 : AVN Best Group Sex Scene, Film pour Debbie Does Dallas... Again

## Filmographie sélective
- 2005 : Sunny
- 2006 : Ultrapussy
- 2007 : Debbie Does Dallas... Again
- 2007 : Sex & Violins
- 2007 : Where the Boys Aren't 18
- 2008 : Where the Boys Aren't 19
- 2008 : Tera Goes Gonzo
- 2009 : Undress Me